# Свето-временная коррекция
Свето-временная коррекция определяет смещение видимого положения небесного объекта от его истинного положения (геометрического положения), вызванное движением объекта в течение времени, которое требуется свету, чтобы преодолеть расстояние от объекта до наблюдателя.
Свето-временная коррекция возникает во время наблюдения любого движущегося объекта из-за конечности скорости света. Величина и направление смещения зависит от расстояния до объекта и его скорости. Измеряется в тот момент, когда свет от объекта достигает наблюдателя. Это смещение не зависит от движения наблюдателя — в противоположность аберрации света, которая зависит от мгновенной скорости наблюдателя в момент наблюдения и не зависит от движения объекта или расстояния до него.
Свето-временная коррекция может быть вычислена для любого объекта, скорость и расстояние до которого известны. В частности, её вычисление требуется при определении положений объектов Солнечной системы. Суммарное смещение, вызываемое свето-временной коррекцией и аберрацией света, носит название планетарной аберрации. В соответствии с соглашением свето-временная коррекция не применяется в отношении положения звезд, потому что их скорости и расстояния до них не могут быть определены точно.

## Расчёт
Положение объектов солнечной системы в эфемеридах (DE405/LE405), рассчитываемых Лабораторией реактивного движения (JPL) Калифорнийского технологического института, освобождено от влияния аберрации, прецессии и нутации, координаты объектов указаны на полночь каждых суток. При определении видимого положения объектов (при наблюдении с Земли) производится коррекция на аберрацию, нутацию, прецессию и свето-временную коррекцию. Расчет свето-временной коррекции обычно включает в себя итерационный процесс. Приблизительное время прохождения света от объекта до наблюдателя рассчитывается путём деления расстояния от объекта до наблюдателя на скорость света. Затем скорость объекта умножается на это приближенное время, чтобы определить ориентировочное смещение в пространстве в течение этого времени. Полученное положение объекта используется для расчета более точного времени. Этот процесс повторяется по мере необходимости. Для движения планет достаточно (3-5) итераций, чтобы соответствовать точности основной эфемериды.

## Открытие
Влияние конечной скорости света при наблюдении небесных объектов впервые было определено Рёмером в 1675 году, во время серии наблюдений затмений спутника Юпитера Ио. Он обнаружил, что интервал между затмениями становится меньше, когда Земля и Юпитер сближаются друг с другом, и увеличивается, когда они удаляются. Он предположил, что это различие обусловлено задержкой, необходимой свету на преодоление расстояния от Ио до Земли.